# Chiesa di Santa Barbara (San Donato Milanese)

L'interno con la Crocifissione, mosaico di Fiorenzo Tomea

Scultura di Aldo Caron

La chiesa di Santa Barbara è una chiesa parrocchiale di San Donato Milanese, posta al centro dell'insediamento di Metanopoli.

## Storia
La chiesa venne progettata all'inizio degli anni cinquanta del XX secolo come parte del nuovo insediamento di Metanopoli, fondato per ospitare la sede direzionale dell'Ente Nazionale Idrocarburi (ENI) e le residenze annesse. Venne dedicata a Santa Barbara in quanto patrona delle attività minerarie e quindi anche dell'attività di ricerca e produzione idrocarburi svolta dall'ENI.
La chiesa fu posta al centro dell'insediamento, di fronte a un'ampia piazza, e venne fiancheggiata dalla casa parrocchiale, dal battistero e dal campanile.
Il progetto fu redatto dall’architetto aziendale Mario Bacciocchi, e la costruzione fu completata nel 1954. La chiesa fu eretta in parrocchia nel 1963, per servire le necessità spirituali di una comunità in continua crescita demografica.

## Caratteristiche
Il progetto rielabora schemi compositivi tradizionali in una veste architettonica moderna. 

La facciata, a capanna, si presenta con un forte cromatismo che richiama le cattedrali toscane; alla base si apre un portico che ripara i tre portali d'ingresso, di cui quello centrale fu disegnato dai fratelli Arnaldo e Giò Pomodoro.
L'interno è a navata unica, con un transetto di larghezza limitata, ed è corredato da numerose di opere d'arte, di cui le maggiori sono i pannelli che decorano il soffitto, di Andrea Cascella, la Via Crucis di Pericle Fazzini, la pale della Madonna della Speranza di Bruno Cassinari, la cappella di Sant'Antonio di Franco Gentilini ed il mosaico absidale della Crocifissione di Fiorenzo Tomea, il terzo per grandezza tra i mosaici a parete europei e primo in Italia. 
L'illuminazione del presbiterio proviene da un lucernario superiore.